# Bergmannsdenkmal (Diemelsee)

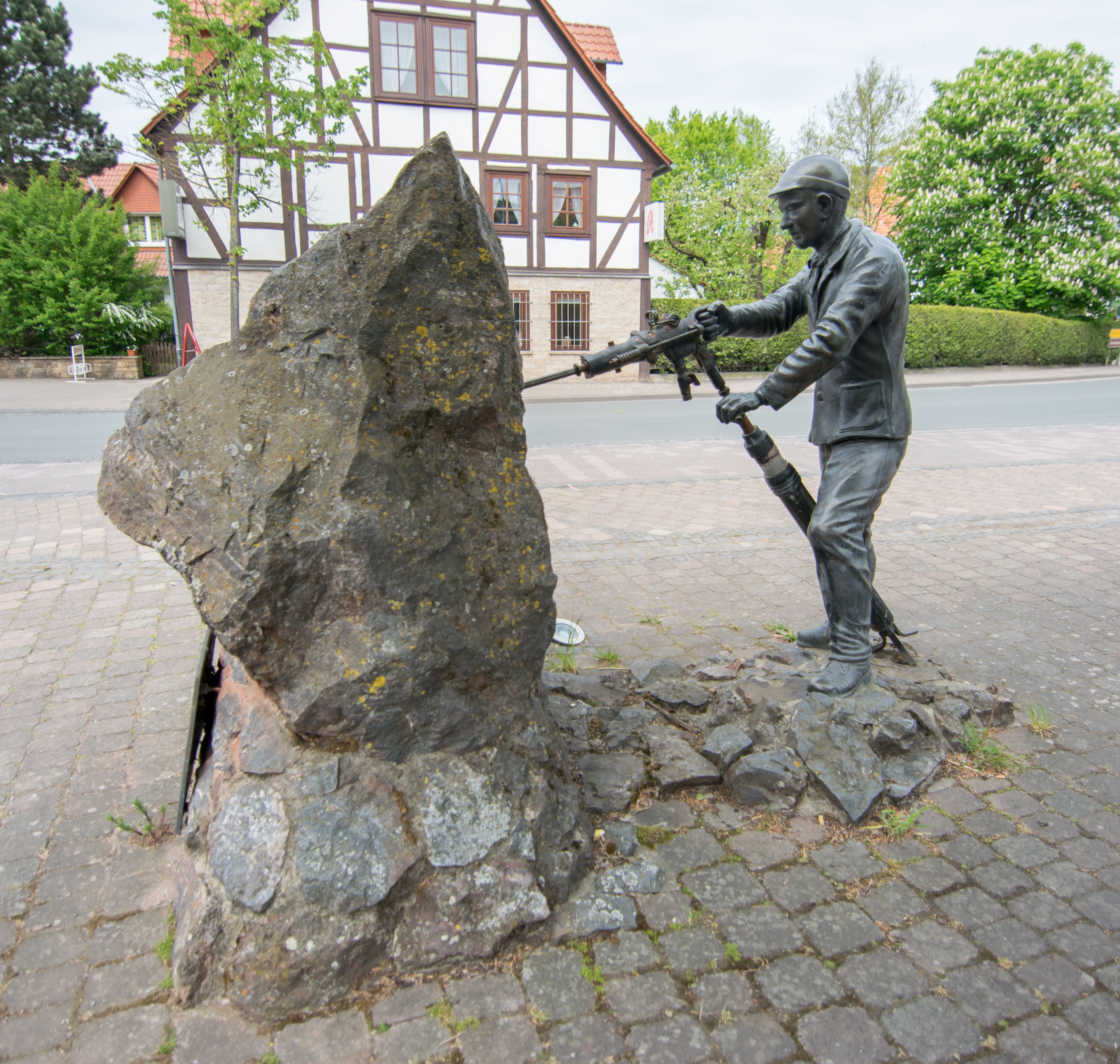
Bergmannsdenkmal, 2015

Das Bergmannsdenkmal befindet sich in der Ortsmitte von Adorf, einem Ortsteil der Gemeinde Diemelsee im nordhessischen Landkreis Waldeck-Frankenberg. Das Denkmal aus Bronze erinnert an den örtlichen Bergbau, der am 16. April 1963 eingestellt wurde. Der Stein aus Hämatit wiegt 5 Tonnen und enthält 58 Prozent Eisen und 41 Prozent Silikatkiesel.
Die Grube Christiane ist heute ein Schaubergwerk. Unweit befindet sich das Adorfer Klippe mit Einblicken in die örtliche Geologie.